# Hermann Heinrich Gossen
Hermann Heinrich Gossen (Düren, 1810. szeptember 7. – Köln, 1858. február 13.) német közgazdász, kinek nevéhez fűződnek a Gossen-törvények a közgazdasági elméletben. Ezen törvények megalkotása révén a szubjektív értékelmélet előfutárának tekinti a közgazdaságtudomány.

## Életrajza
Szülővárosa Düren, Gossen születésekor francia megszállás alatt élte a mindennapjait. Apja Georg Joseph Gossen (Düren, 1780. december 15. – Köln, 1847. október 7.) adóbeszedő, anyja Maria Anna Mechthildis, született Scholl (Aachen, 1768. február 22. – Muffendorf, 1833. június 29.) volt. A szülők 1824-ben költöztek a Bonn melletti Muffendorfba – mai nevén Siegburger tanya -, hogy az ottani földbirtokon gazdálkodjanak. A fiatal Gossen legelőször biztosítások eladásával próbálkozott, majd a Bonnban folytatott tanulmányai után a porosz állam hivatalnokaként dolgozott 1847-ig, amikor is nyugalomba vonult apja halálának évében 37 éves korában. Ettől kezdve haláláig Kölnben élt.

## Tudományos munkássága
Fő műve a „Die Entwicklung des Gesetze des menschlichen Verkehrs und der daraus fliessenden Regeln für menschlichen Handeln” 1854-ben jelent meg Braunschweigben. Ebben tette közzé matematikai levezetésekkel elméletét a határhaszonról és alkotta meg a Gosseni-törvényeket a csökkenő élvezetekről és az előnyök kiegyenlítődéséről. 
Említésre méltó, hogy akkoriban a közgazdasági összefüggések matematikai elemzése és vizsgálata nem volt szokásos. Könyve a benne leírt elmélet komplexitása miatt Gossen életében nem talált hívekre és halála után is sokáig rejtve maradt. Bár őmaga a Gosseni-törvények jelentőségét a kopernikuszi égi törvényszerűségekhez hasonlította.
1870 után majdnem egyidőben jelentkezett Léon Walras, Carl Menger és William Stanley Jevons külön-külön a határhaszon elméletről szóló munkával. Az elméleti felfedezés elsőségét mindaddig vitatták e felek, amig Jevons egyik kollégája, Kautz Gyula elmélettörténeti könyvének köszönhetően rá nem talált Gossen könyvére, ami azt bizonyította, hogy a határhaszon-elmélet alapvetéseit ő már mindhármuk előtt lerakta. Ezáltal Gossen mint a szubjektív értékelmélet előfutára mégis elismerést nyert.

## Emlékezete
Düren városa a háborúban lerombolt szülőháza helyén álló épület falán (Düren, Steinweg 9.) emléktáblát helyezett el és 1970 óta egy utcát is elneveztek róla.